# 真夜中の保健室
『真夜中の保健室』（まよなかのほけんしつ）とは、日本テレビの深夜枠で不定期に放送されている、有吉弘行司会のバラエティ特別番組。

## 概要
MCの有吉弘行を院長に見立て、女性芸能人が「人には言えないカラダの悩み」を相談する。
常連患者である女性芸能人とトークを繰り広げた後、有吉と医者が悩みを解決するものを処方する。
深夜帯の番組である以上、ゴールデンの番組では放送出来ないような過激な下ネタや性的な内容、破廉恥な内容が多く扱われている。

## 出演者
院長（MC）
- 有吉弘行

医師
- 対馬ルリ子 - 第1弾・第2弾・第4弾・第5弾
- 小林暁子 - 第3弾

## 放送リスト
| 回数  | 放送日         |
| ----- | -------------- |
| 第1回 | 2015年9月22日  |
| 第2回 | 2016年2月29日  |
| 第3回 | 2018年10月23日 |
| 第4回 | 2019年5月6日   |
| 第5回 | 2021年1月4日   |

## スタッフ
第5弾
- 企画・演出：上利竜太
- 構成：桜井慎一（第1,2,5弾）
- TM：小椋敏宏（第3弾-）
- SW：鎌倉和由
- CAM：福田伸一郎（第4弾-）
- MIX：藤雅樹（第5弾）
- VE：向山江梨佳（第4弾-）
- 美術プロデューサー：上條宏美
- デザイン：平岡真穂（第2弾までは真帆名義）
- 大道具：山本純樹（第5弾）
- 電飾：池田大介（第4弾-）
- 小道具：佐々木洋平（第3弾-、第2弾は良平名義）
- 編集：長野紘也（第5弾）
- MA：元木綾美（第1,2,5弾）
- 音効：高取謙
- 技術協力：NiTRo
- 美術協力：日テレアート
- 医療監修：小林暁子（小林メディカルクリニック東京、第1,3,5弾）
- リサーチ：CRAFT LAB  田村沙紀（共に第5弾）
- TK：竹島祐子（第2,5弾）
- デスク：高桑繭子（第5弾）
- AP：兼平孔明（第4弾-、第2弾は演出補）
- AD：片倉茜、増山源太、長野梨佳（共に第5弾）
- ディレクター：山形和也、細川祐子、反町礎良、長縄亮、五十棲崇之、北原加歩（山形→第1弾-、細川・反町・五十棲→第4弾-、長縄・北原→第5弾）
- チーフディレクター：熊谷航太郎（第5弾）
- プロデューサー：渡邊文哉/長瀬徹、向山典子（渡邊→第5弾、第3弾はAP、向山→第3弾-）
- チーフプロデューサー：秋山健一郎（第5弾）
- 制作協力：ZION、いまじん（いまじん→第3弾-）
- 製作著作：日本テレビ

### 過去のスタッフ
- 構成：利光宏治（第4弾まで）
- TM：江村多加司（第1,2弾）
- CAM：山内剛（第1,2弾）、吉田健治（第3弾）
- MIX：原秀彰（第1弾）、高木哲郎（第2-4弾）
- VE：佐久間治雄（第1弾）、鈴木昭博（第2弾）、石山実（第3弾）
- 大道具：鎌田直毅（第2,3弾）、米田尚弘（第4弾）
- 電飾：近藤喜大（第2弾）、内堀真吾（第3弾）
- 編集：小山雄一郎（第1弾）、松沢章、斉藤良太（共に第2弾）、椎名友教（第3弾）、石田健二（第4弾）
- MA：直江泰輔（第3弾）、中野由梨（第4弾）
- 技術協力：ジャパンテレビ（第1,2弾）
- TK：坂本幸子（第1,3,4弾）
- デスク：宮城知代（第4弾まで）
- 医療監修：松村圭子（成城松村クリニック、第2弾）、関口由紀（女性医療クリニックLUNA、第3,4弾）
- AP：岸加苗（第2弾まで）、小川友希（第2弾）、出浦寿恵（第3弾）
- 演出補：児玉章、小林愛結美（共に第1弾）、中村映美（第1,2弾）、船越光平（第2弾）、青木俊人（第3弾）、陳曉蔚（第3,4弾）
- ディレクター：渡辺邦宏、中西裕樹、田渕公博（共に第1,2弾）、池田翔（第3弾）、杉本泰規、河合亮輔（共に第3,4弾）
- チーフディレクター：田中真之（第3弾、第2弾まではディレクター）、吉野真一郎（第4弾）
- プロデューサー：岩下英恵（第4弾まで）
- チーフプロデューサー：田中宏史（第1,2弾）、横田崇（第3,4弾）